# Bilkivți, Korostîșiv
Bilkivți (în ucraineană Більківці) este localitatea de reședință a comunei Bilkivți din raionul Korostîșiv, regiunea Jîtomîr, Ucraina.

## Demografie
Componența lingvistică a localității Bilkivți
     Ucraineană (99,15%)
     Alte limbi (0,85%)
Conform recensământului din 2001, majoritatea populației localității Bilkivți era vorbitoare de ucraineană (99,15%), existând în minoritate și vorbitori de alte limbi.

## Legături externe
- pl Biełkowce în Dicționarul geografic al Regatului Poloniei și al altor țări slave, volum I (Aa — Dereneczna) anul 1880

- pl Biełkowce în Dicționarul geografic al Regatului Poloniei și al altor țări slave, volum XV, p. 1 (Abablewo — Januszowo) 1900